# Kumi Sakuma
Kumi Sakuma (佐久間 紅美 Sakuma Kumi?, nace el 2 de Noviembre de 1976 en la Prefectura de Chiba) es una seiyū afiliada al grupo Arts Vision.

## Canciones
Momoiro No Hana-
for Rangiku,Toshiro,and Hinamori's Bleach Beat collection.

## Notables papeles

### TV Anime
- Bleach (Momo Hinamori, Apache)
- Gakkō no Kaidan (Momoko Koigakubo)
- Gokujou Seitokai (Seina Katsura)
- Gungrave (Mika Asagi)
- Happy Seven (Tomoya Kuki)
- Magical Girl Lyrical Nanoha A's (Sachie Ishida)
- MÄR (Candice)
- Otogi Zoshi (Urabe no Suetake)
- Peacemaker Kurogane (Yugao)
- Shining Tears X Wind (Hiruda Reia)
- Soul Link (Nao Morisaki)
- Strange Dawn (Reka)
- Super Robot Wars Original Generation: Divine Wars (Garnet Sandi)
- Tenchi Muyo! GXP (Kiriko Masaki)
- Texhnolyze (Michiko Hirota)
- Tokyo Mew Mew (Lettuce Midorikawa)
- X the series (Yuzuriha Nekoi)

### OVA
- From I"s (Iori Yoshizuki)
- Mizuiro (Asami Kōzu)
- Carnival Phantasm Neco Arc Bubbles

### Game
- Gokujou Seitokai (Seina Katsura)
- Melty Blood (Ciel)
- Mizuiro (Asami Kōzu)
- Super Robot Wars Original Generations (Garnet Sandi)
- The Super Dimension Fortress Macross (PS2 version) (Vanessa Laird)
- Tokyo Mew Mew (Lettuce Midorikawa)
- Fire Emblem: Akatsuki no megami (Goddess of Dawn)
- X: Unmei no Sentaku (Yuzuriha Nekoi)

### Radio Drama
- Final Fantasy Tactics Advance (Babus Swain)